# Port de Boulogne-sur-Mer
Le port de Boulogne-sur-Mer est un port maritime situé sur la façade ouest de la région Hauts-de-France, au bord du pas de Calais, le détroit le plus fréquenté du monde par le trafic maritime international. C'est le premier port de pêche français avec une flottille diversifiée de près de 150 bateaux. Il fut également un important port de liaison avec l'Angleterre jusqu'à la fin du XXe siècle.
Il est devenu « port régional » en 2007 dans le cadre de la décentralisation portuaire.

## Marnage
En raison de la configuration du détroit, le marnage (différence de hauteur entre marée haute et marée basse) est dans ce port le plus important de la région : 8 mètres en moyenne à Boulogne-sur-Mer (contre 5,2 à Dunkerque).

## Histoire portuaire

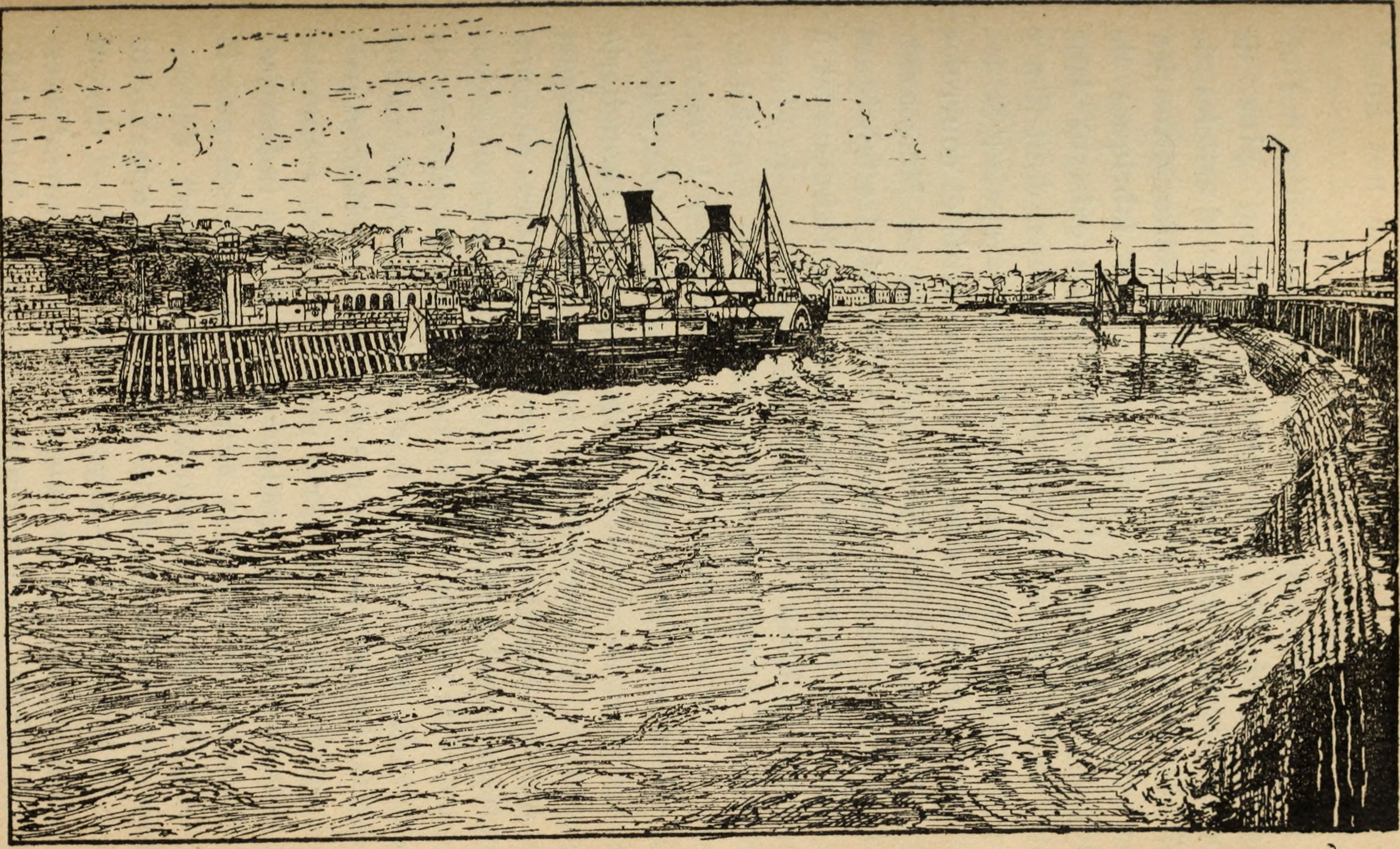
Cargo à vapeur et roue à aubes dans le port de Boulogne (gravure publiée en 1920).

Cet ancien estuaire de la Liane a connu une occupation préhistorique  ancienne, comme en témoignent des crânes d'hommes préhistoriques (Cro-Magnon selon leurs découvreurs du XIXe siècle) trouvés dans le port de Boulogne. 
Le port de Boulogne-sur-Mer est l'un des anciens ports stratégiques du pas de Calais et du nord de la France (ancien port militaire et de pêche), base de départ pour d'éventuels débarquements en France ou vers l'Angleterre à partir de la France. 
Une légende veut qu'en l'an 633 ou 636, sous le règne du Roi Dagobert, un vaisseau sans rames ni matelots est entré par un temps inhabituellement calme dans le port de Boulogne. Selon la légende, il était illuminé et contenait une vierge de bois en relief « d'une excellente sculpture, d'environ trois pieds et demi de hauteur, tenant jésus-enfant sur son bras gauche, à l'origine d'un pèlerinage encore vivace au XIXe siècle » selon l'abbé Daniel Haigneré. La tradition locale veut aussi que ce vaisseau contenait une relique du Christ et une autre de la Vierge, avec une bible manuscrite, qui auraient été enchâssées par saint Éloy, évesque de Noyon. Diverses enluminures, gravures et sceaux, etc. ont fait allusion à cette légende religieuse,. 
Au XVIIIe siècle, le port de Boulogne est un important centre de fraude maritime avec l'Angleterre, appelée smogglage ou smoglage, notamment des exportations de thés, de vins et d'eaux-de-vie.
Il joue aussi un rôle dans la maîtrise du niveau de la Liane, grâce à une écluse, devenue l'écluse du « Pont-Barrage Marguet »
Au XXe siècle, Boulogne est peu à peu devenu un port industriel, de voyageurs et de plaisance ; période durant laquelle le port a été touché par les deux guerres mondiales. Le 6 juillet 1903, le président de la République Émile Loubet, pose la 1re pierre du bassin de marée.
Alors que les phares tendent à disparaître en Europe, le phare de Boulogne est encore en activité.
Le quai de l'Europe (800 m) créé en 1967, est accessible sans écluse, à des navires de 230 mètres calant 34 pieds (11 mètres).
Les spécialités du port sont les produits forestiers/papier, mais le port dispose d'une aire de stockage de près de 500 000 m3, et peut aussi manipuler les ciments agrégats et enrochement produits dans le Boulonnais.
Il bénéficie de plusieurs accès autoroutiers (A16, A26) mais, à la différence de Calais et Dunkerque, n'est pas connecté au réseau des canaux.
Sa vocation industrielle s'est atténuée en 2004 avec la fermeture de l'usine Comilog dont les hauts-fourneaux ont antérieurement beaucoup contribué à l'activité industrielle du port de commerce. La fermeture de l'usine a fait rétrocéder le port à la 20e place des ports de commerce métropolitains (chiffres 2005).
La libération des terrains de l'ex-usine Comilog devenue effective en octobre 2007 permet à la chambre de commerce et d'industrie de Boulogne-sur-Mer Côte d'Opale, alors gestionnaire du port, d'en disposer d'une partie pour étendre la zone d'activité des industries de transformation des produits de la mer. La seconde partie d'environ 20 hectares, a vu l'inauguration le 19 septembre 2009 d'un nouveau terminal fret-passagers bénéficiant d’une passerelle double-pont, double voie, capable de s’adapter à la largeur de tous types de navires.
Cet équipement permet de recevoir des navires de plus de 200 m qui constituent l’essentiel de la flotte transmanche et de la flotte ro-ro en général. Il matérialise aussi la création d'un « hub port » (dénommé ainsi car à la rencontre de trois modes de transport : le maritime, le routier et le ferroviaire) dont le but initial était de développer le fret au profit de la filière des produits de la mer, permettant de fidéliser et développer les apports de poisson étrangers à destination de Boulogne. En effet, chaque année, sur les 380 000 tonnes de produits de la mer qui sont acheminés au port de Boulogne, 85 % de ces tonnages sont importés par la route. Les expéditions depuis Boulogne, à destination de l’Europe du Sud sont effectuées de la même manière.
Le port dispose également d'une activité de chantiers navals, la Socarenam.
Le port, qui s'étend au total sur près de 820 hectares sur les communes de Boulogne, Le Portel et Outreau, reste classé premier port de pêche français.

### Le«Pont-Barrage Marguet»
Situé place Frédéric-Sauvage, Pont-Barrage Marguet tient son nom de l'ingénieur Pierre Joseph Marguet (1785-1870) qui l'a dessiné (avec Peyronnet), au milieu du XIXe siècle. Il a été reconstruit au milieu du XXe siècle. 
Il remplace un "pont de service" et s'est substitué à l'ancienne écluse qui était au début du XIXe siècle située plus en aval, Album monumental et archéologie, sur la base d'un projet établi en 1845 par P.J. Marguet, et a été inauguré par Napoléon III lui-même, le 28 septembre 1853. Il a été restauré de 1955 à 1958, à la suite d'un affaissement (en mai 1955) du pont, et ré-inauguré en juin 1959. 
Ce barrage joue un rôle important en tant que porte d'évacuation en mer des crues, via le Bassin Frédéric Sauvage. Inversement, il permet aussi de conserver de l'eau dans la Liane en période d'étiage, peut être en diminuant le risque d'asphyxie nocturne des poissons dans un contexte d'eutrophisation et d'anoxie. Ce barrage sur la liane a limité les effets de chasse, ce qui est source d'aggravation de l'envasement du port. Des opérations de désenvasement sont périodiquement nécessaire.
Il vise à limiter l'introduction des marées dans la basse vallée de la Liane et à l’intérieur de l’agglomération de Boulogne-sur-mer ; il évacue les crues (à marée descendante ou si le niveau de la Liane est supérieur à celui de la mer). 
En régulant le niveau d’eau du port de plaisance (en amont du barrage), il facilite la pratique de la plaisance et d'autres activités nautiques.
La « passe centrale » du barrage Marguet disposaient d'une partie fixe qui a été dans les années 2000 remplacée par une double vanne augmentant la vitesse d'évacuation des crues en cas de nécessité (triplement du débit maximal de vidange du fleuve en périodes de basse mer a été triplé). Son ouverture n'influence toutefois que faiblement la vidange des crues à l’amont de Boulogne-sur-mer (Wirwignes...). Il est considéré comme un obstacle important à la remontée des poissons migrateurs, cependant la Liane abrite une population d'anguilles très importante,

## Port de pêche

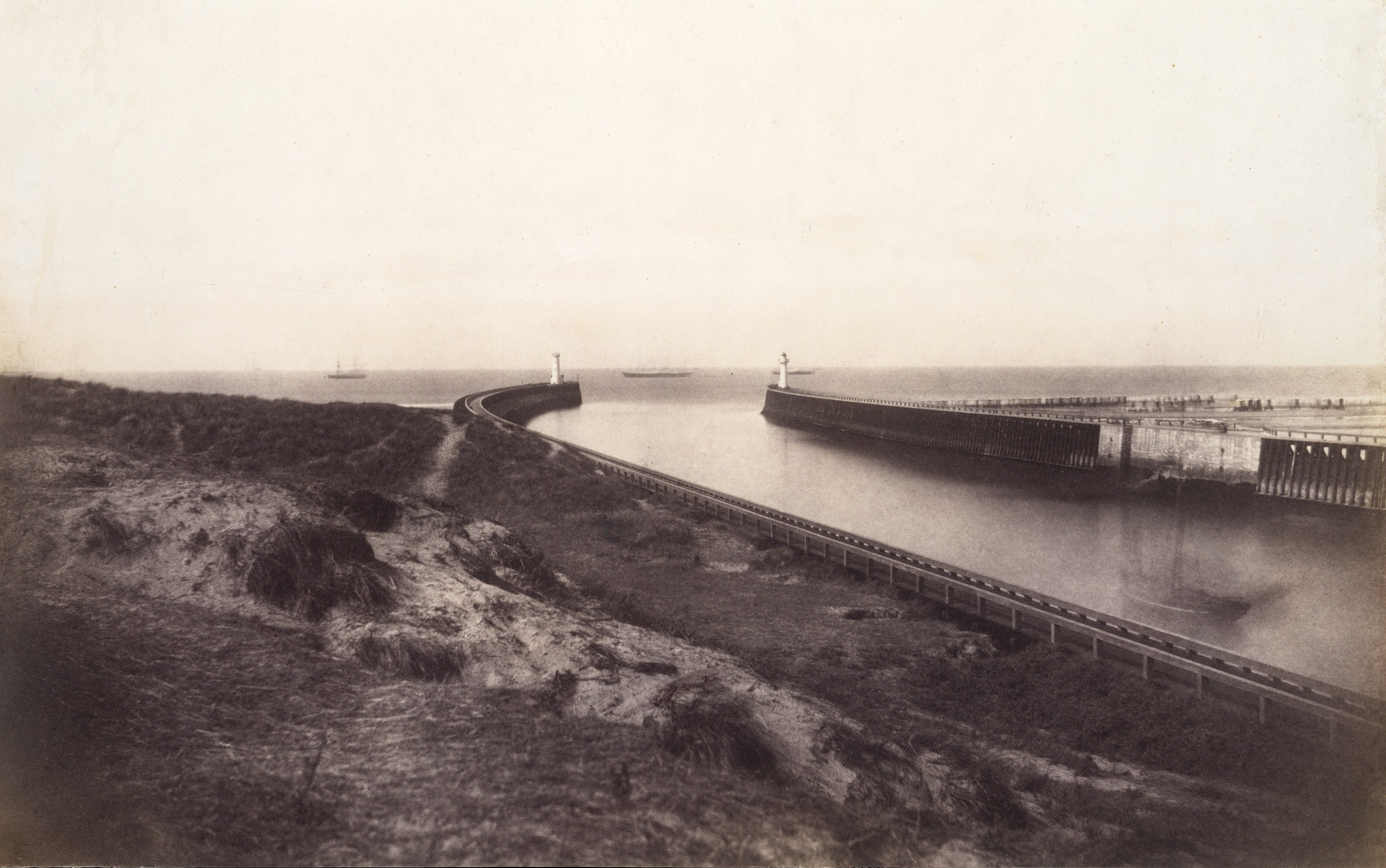
Entrée au Port de Boulogne (1855), par Édouard Baldus.

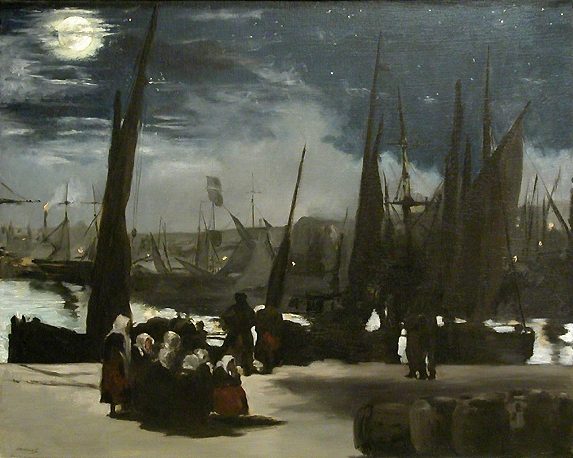
Clair de lune sur le port de Boulogne (1869), par Édouard Manet.

À partir des années 1850, la pêche industrielle s'organise à Boulogne autour de quelques familles d'armateurs. En 1868, plus de la moitié des harenguiers appartenaient à 4 maisons de pêche : Vidor, Huret-Dupuis, Bouclet et Ancel-Joly. C'est ainsi que ces pionniers vont considérablement développer l'industrie en s'inspirant du modèle anglais. En 1894, les maisons Bouclet puis Vidor, firent l'acquisition des premiers harenguiers à vapeur. De ce fait, en raison des performances de la vapeur, on ne fabriqua plus de voiliers à partir de 1905. 
Au début du XXe siècle, Boulogne est le premier port de France en tonnage débarqué. C'est le hareng qui fait sa fortune, avec par exemple en 1921 plus de 30 000 tonnes débarquées (équivalent à cinquante millions de francs de l'époque). Ces harengs étaient pêchés au filet en Manche/Mer du Nord de juillet à fin janvier par les « drifters » boulonnais, et également pêchés par les chalutiers envoyés dans la région des Small's, au Sud-Ouest de l'Irlande et à l'ouest du canal de Bristol, de juillet à décembre. 
L'industrie harenguière boulonnaise pour alimenter toute l'année ses ateliers de salaison et de saurissage devait néanmoins importer des harengs de l'étranger (Norvège principalement) pour répondre à ses besoins (notamment du mois d’août à celui de février, avec par exemple pour l'année 1924, 185 tonnes de harengs frais dans de la glace et 8 575 tonnes de harengs salés importés entre le 1er janvier 1924 et le 31 août 1924 pour Boulogne et Fécamp). 
À Boulogne comme ailleurs en Europe, la pêche artisanale dès la fin du XIXe siècle, puis pêche industrielle doivent faire face à l'épuisement de certaines ressources halieutiques induit par la surpêche et probablement plus tard exacerbé par le réchauffement climatique et la pollution.
Après que les Norvégiens ont fait des prises records de hareng (en 1919, année exceptionnelle, ce sont 4 861 556 hectolitres de harengs qui ont été débarqués et vendus en Norvège, pour une valeur de 78 731 889 couronnes), à la demande du « Syndicat des Armateurs boulonnais », on envoie des experts étudier les techniques de pêche norvégiennes, et la possibilité pour les harenguiers boulonnais d'aller pêcher en Norvège sur le Viking Bank (au filet dérivant ou tésure). 
Aujourd'hui, la valorisation optimale des captures, la diversification de l'exploitation des ressources sauvages et le développement de l'aquaculture figurent parmi les thématiques des programmes du pôle de compétitivité national Aquimer
En 2008, 47 000 tonnes de poissons ont été débarquées (-5,7 % par rapport à 2007), dont 37 309 tonnes de poisson débarquées au port (valeur d'environ 83 millions d'euros) et 10 075 tonnes traitées en mer par trois chalutiers congélateurs d'Euronor. Cette diminution s'explique pour partie par le désarmement d'un des six bateaux de pêche fraîche d'Euronor, par la protection des stocks de reproducteurs (quotas de cabillaud) et par les « arrêts biologiques » d'une partie de la flottille en été et hiver 2008. Mais fin 2008, les ministres européens de la Pêche ont accordé une augmentation de 30 % des captures de cabillaud en mer du Nord et en Manche Est où les chalutiers boulonnais sont actifs et les pêcheurs peuvent conserver les poissons morts n'ayant pas la taille réglementaire ou non autorisés à la pêche, mais en échange les pêcheurs doivent limiter leurs jours en mer (de 180 à 150 jours).

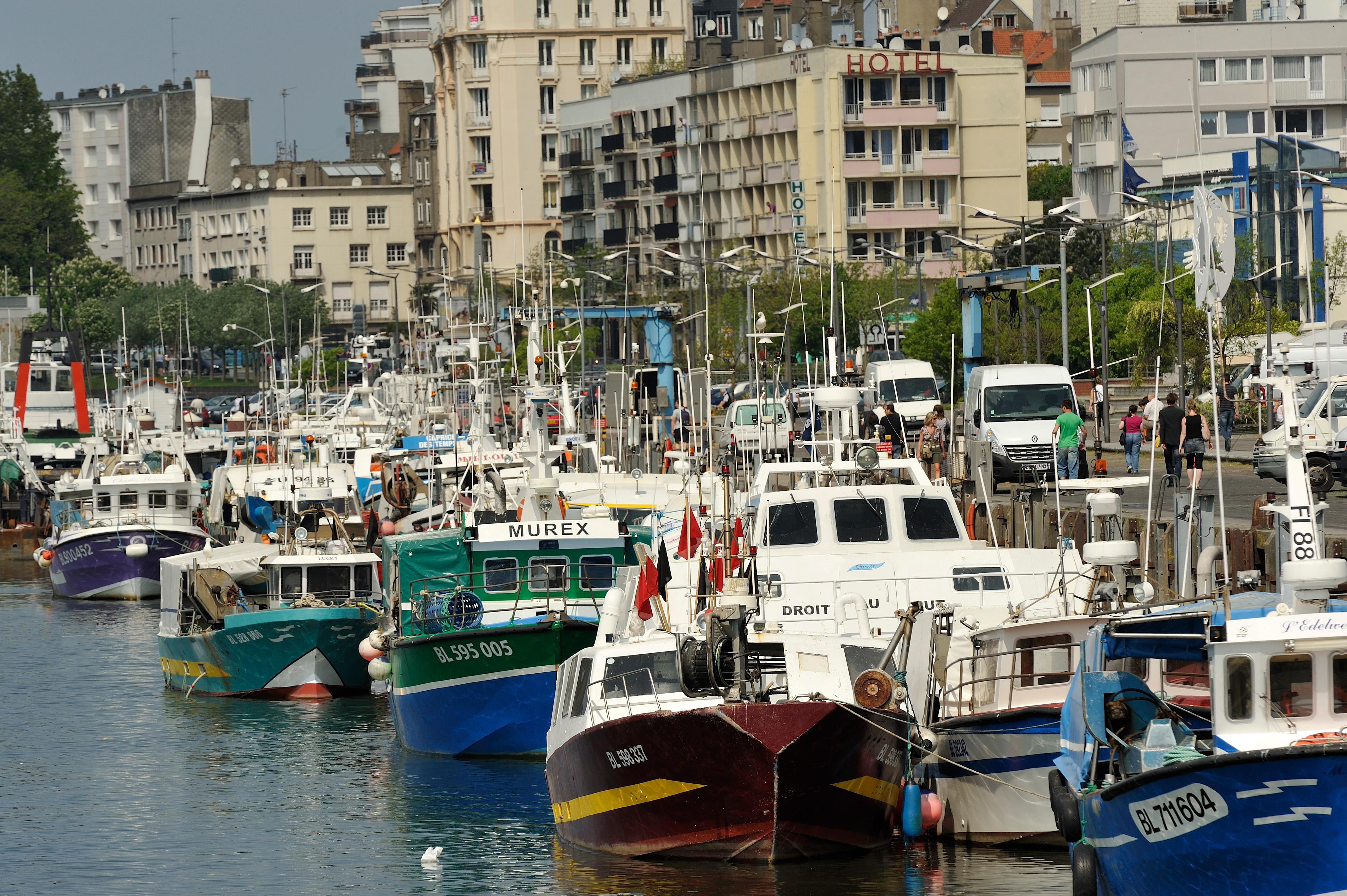
Des bateaux de pêcheurs.

En 2010, près de 45 000 tonnes de poissons ont été comptabilisées dont 35 964 tonnes débarquées au port et 8 934 tonnes de poissons congelés en mer (Euronor).
En novembre 2008, le conseil régional a annoncé la mise en place d'une mission pêche avec « un audit pour la stratégie de plateforme pêche du port de Boulogne pour les 10 à 15 ans à venir ».
Un « Capécure-Bis » a commencé à s'installer en 2009 sur 14 ha (sur 40 au total) de l'ancienne friche industrielle Comilog (usine fermée en décembre 2003). Ces installations se font avec un retard de 6 mois en raison des délais supplémentaires qui ont été nécessaires pour dépolluer le site Comilog.
De 2000 à 2013, le port de pêche devrait bénéficier de 35 M€ pour sa modernisation. Dans ces deux cas des critères de Haute qualité environnementale sont annoncés, ainsi qu'une coulée verte sur la zone d'activité.
En 2015, le port de Boulogne reste le premier port de pêche de France (en tonnage débarqué) devant celui de Lorient malgré une importante baisse (50 965 tonnes en 2001, 43 952 tonnes en 2006, 36 096 tonnes en 2012 et 35 850 tonnes en 2015). 
En 2020, le port de Boulogne est le premier port de pêche de France avec un tonnage de 27 859 tonnes. 
Quantité de poissons pêchée au port de Boulogne-sur-Mer (en tonnes),,,,,,,,

## Port transmanche

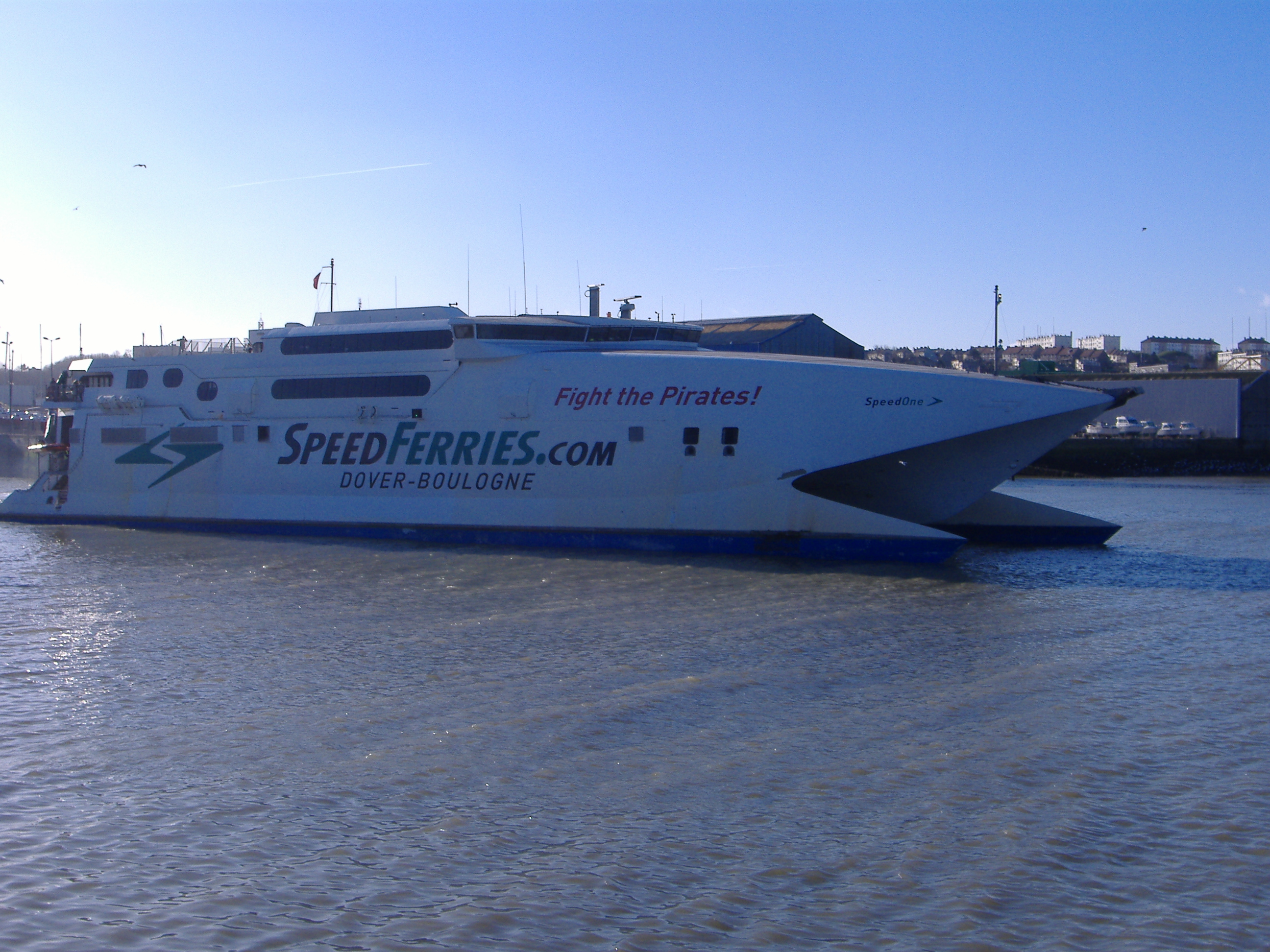
Un ferry pour l'Angleterre au port de Boulogne en 2008.

Sa position géographique idéale a fait de Boulogne un grand port de liaison avec l'Angleterre. Au XIIIe siècle, la première liaison commerciale avec l'Angleterre fut créée à Boulogne. Dès le XVIIIe siècle, de nombreux transports de voyageurs à travers la Manche seront lancés à Boulogne si bien qu'en 1913, Boulogne avait le monopole du transport transmanche face à Calais et était le premier port de voyageurs de France. Jusque dans les années 1990, Boulogne était le 2e port de voyageurs en France,,. 
Mais la construction du Tunnel sous la Manche et le développement du port de Calais à la fin du XXe siècle ont causé la baisse du trafic du port de Boulogne et la fermeture progressive des lignes orchestrées par les différents opérateurs transmanche, préférant consacrer leurs efforts sur la ligne Calais-Douvres. 
Le port de Boulogne a encore assuré pendant quelques années le passage d'un flux significatif de passagers vers l’Angleterre. La société SpeedFerries lance en mai 2004 à Boulogne, la 1re compagnie de ferry rapide low-cost au monde. Le trafic fut de 710 000 passagers en 2007. Mais cette société dut cesser son activité en novembre 2008. En février 2009, la société LD Lines réactive la liaison Boulogne-Douvres avec un ferry traditionnel : le « Côte d'Albâtre ». De juin à novembre 2009, LD Lines exploite sur cette ligne son catamaran rapide "Norman Arrow" . En novembre, ce navire fut remplacé par le "Norman Spirit", ferry conventionnel moins rapide mais offrant une capacité supérieure en fret. En mars 2010, à la suite d'un accord commercial avec Transeuropa Ferries, LD Lines effectue un nouveau changement de navire, c'est alors le « Norman Bridge » qui assura une liaison mixte fret-passagers. En mai 2010, cette liaison est même renforcée par un second navire identique, le « Norman Trader », pendant quelques mois, jusque début septembre 2010 où LD Lines cesse finalement ses activités transmanche à Boulogne. Depuis ce jour, aucun bateau de transport de passagers, sauf cas exceptionnels, ne circule entre Boulogne et l'Angleterre, mais l'espoir que la liaison renaisse prochainement subsiste.
Le port de Boulogne est équipé de trois principaux terminaux transmanche :
- la gare maritime, principal moyen d'embarcation pour l'Angleterre, en activité entre 1875 et 2009 ;
- l'hoverport de Boulogne, qui permettait, entre 1968 et 1991, la traversée de la Manche avec des aéroglisseurs (ou hovercrafts), plus rapides que les ferries traditionnels (25 minutes pour Boulogne-Douvres) ;
- le hub port, construit en 2009 pour remplacer la gare maritime, mais qui n'aura quasiment jamais servi avant l'arrêt de la liaison transmanche de Boulogne.

## Port de commerce
Classé 10e port de commerce métropolitain en 1960, 9e en 1990, la fermeture des hauts-fourneaux de la Comilog en 2004 a mis un coup de frein au volume d'activité du port de commerce. En effet, près de 58 % de l'activité portuaire de Boulogne était directement liée à l'activité industrielle de la Comilog. Le port de commerce de Boulogne-sur-Mer passe alors à la 20e place du classement en 2005. En 2010, le trafic commercial global du port s'élève à 1 755 164 tonnes, grâce en particulier à l'activité transmanche de LD Lines (voir ci-dessus).

## Port de plaisance

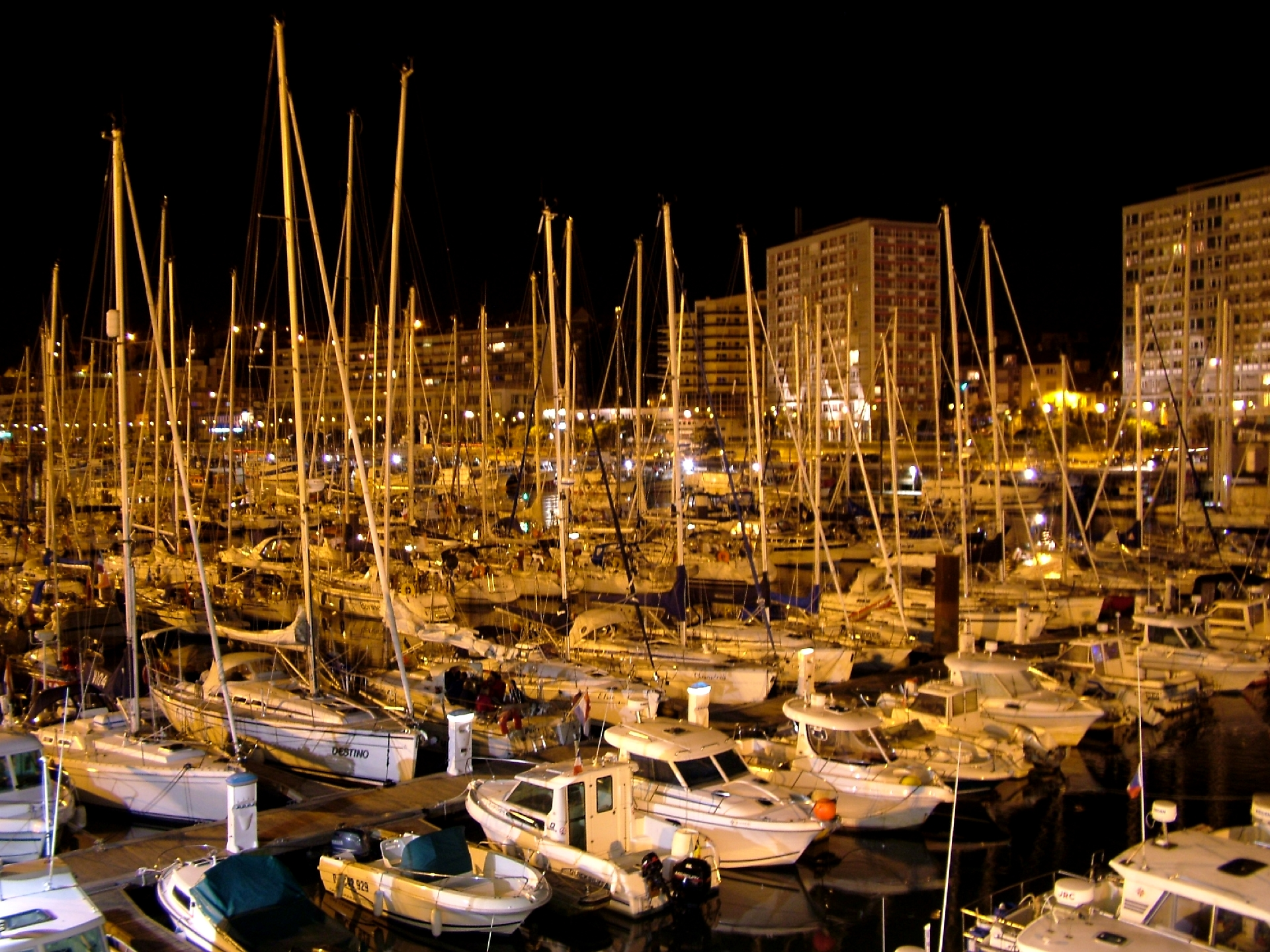
Le port de plaisance de nuit.

Le port de plaisance de Boulogne, géré par la Chambre de Commerce et Littoral Hauts-de-France, est situé dans la partie Est du port et dispose de 590 anneaux répartis en trois bassins (108 à l’avant port, dont 70 pour les visiteurs, 202 à l’arrière port, et 280 dans le bassin Napoléon). Il peut accueillir tous les bateaux de plaisance, y compris les voiliers jusqu’à 25 m. Un Club House accueille les plaisanciers. Fin 2017, le bassin Napoléon a subi d'importants travaux de rénovation, financé par la Communauté d'Agglomération du Boulonnais avec de nouveaux pontons et de nouveaux emplacements disponibles depuis mai 2018.
Le port abrite des catways de 10 mètres et 2 fronts d’accostage de 22 mètres de long, pour les gros bateaux. Du carburant (diesel-gasoil) est fourni sur le port même, quai Chanzy (pompe à gasoil ouverte 3 h avant et 3 h après la pleine mer pendant les heures d'ouverture du bureau), ainsi que de l'eau douce et de l'électricité (220 V/16 A). Une station de pompage des eaux usées est également disponible, sur ponton. Un portique élévateur (35 tonnes) géré par la S.E.P.D (Société d'Exploitation des Ports du Détroit) effectue les mises à l'eau et relevages. Le port dispose d'un wifi gratuit 'Boulogne Marina' et fournit le bulletin météo, le nécessaire au tri des déchets et des WC/Douches.
Le port de plaisance s'est vu équipé en octobre 2017 d'un défibrillateur automatique situé à l'extérieur du bâtiment d'accueil, ainsi que de 6 chariots répartis sur les 3 bassins pour permettre aux plaisanciers de transporter leur matériel. Des racks à vélos ont été aussi mis en place en juillet 2018 pour répondre à la demande des plaisanciers. 
À l'été 2018, de nouveaux services sont offerts aux abonnés et visiteurs tels que le service de pain/viennoiserie au pied du bureau du port entre le 10 juillet et le 17 août 2018 ainsi que de nombreux partenariats avec des boulangeries, restaurants et épicerie fine du centre-ville sous forme de remise ou d'avantages en présentant la carte d'appartenance au port.
Un site internet multilingue (français-anglais-néerlandais) boulogne-marina.fr a également été créé ainsi qu'une page facebook 'Marina Boulogne sur Mer' où l'on peut retrouver toute l'actualité du port de plaisance.

### Fréquentation
En 2017, le port a reçu 2 740 visiteurs pour 7 377 nuitées, la clientèle étant majoritairement néerlandaise, belge, anglaise, allemande et française.

## Sécurité
Les navires rapides sont réputés pouvoir poser des problèmes de sécurité maritime en traversant le « rail » à grande vitesse, et donc avec une grande énergie cinétique. Très consommateur de fioul, leur vitesse pourrait être limitée à l’avenir par le prix du pétrole.

### Risque sismique
Le risque sismique est faible à Boulogne (zone 2 sur 5 du zonage mis en place en mai 2011), comme dans la majorité du Nord-Pas-de-Calais. Une faille sismogène existe néanmoins en Belgique, parallèle à la frontière franco-belge. Dans l'Histoire, plusieurs tremblements de terre importants semblent avoir eu un épicentre dans le pas de Calais, entre la France et l'Angleterre. Parmi eux, le tremblement de terre du 6 avril 1580 a touché Boulogne-sur-Mer et Calais ainsi qu'un petit tsunami qui aurait aussi mis en difficulté des navires en mer, mais dans cette région qui a subi de nombreuses guerres, il reste peu de témoignages précis de cette époque. Plus récemment, le 19 septembre 1810, un petit tsunami a également touché le port de Boulogne-sur-Mer, évalué de degré 3 par le BRGM, c'est-à-dire d'une intensité assez forte, pouvant causer des inondations des côtes en pente douce, l'endommagement de constructions légères près des côtes ou encore l'inversion des cours d'eau dans les estuaires jusqu'à une certaine distance en amont.

## Autorité de gestion
L'ancienne région Nord-Pas-de-Calais est devenue, dans le cadre de la décentralisation portuaire, le nouveau propriétaire du port de Boulogne depuis le 1er janvier 2007.
Elle a décidé en 2009 de confier la gestion et le développement de la plaisance aux collectivités locales (ville ou CAB).
Les autres installations portuaires restent exploitées par la CCI qui est devenue, au 1er janvier 2011, la nouvelle Chambre de Commerce et d'Industrie Côte d'Opale.

## Environnement
Comme tous les ports, il peut contribuer à un développement plus durable ou soutenable en favorisant des transports moins polluants que la route ou l'avion (par tonne transportée), et - en raison d'une configuration artificielle et des apports faits par les bateaux - abriter une endofaune spécifique. 
Il a aussi des effets environnementaux directs et indirects ou différés (par exemple, pour des raisons courantologiques et hydrosédimentaire, le rejets de sédiments en mer, et l'extension de la jetée du port faite au début des années 1970 a peut-être aussi joué un rôle dans l'accélération de l'érosion du trait de côte à Wissant (Clabaut, 1988, cité par Aernouts (2006)), autrefois néanmoins abrité une industrie polluante (Usine COMILOG), et comme tous les ports, il contribue aux émission de gaz à effet de serre et à la dispersion d'espèces invasives dans le monde (C'est par exemple là qu'ont été signalées les premières apparition de crépidule au nord de l'estuaire de la Seine). Cette entreprise a sans doute autrefois contribué à rendre écotoxiques les sédiments portuaires,, avec des effets différés lors du clappage en mer au large de Boulogne des sédiments portuaires curés dans le port. Sa plage a longtemps été considérée comme la plus polluée de France (et on a dans le passé relevé des taux élevés en métaux, dont mercure dans le port). La qualité de l’eau et des sédiments devrait remonter avec la fermeture et traitement de la friche Comilog et les travaux de la station d’épuration.
En 1988, 50 % des eaux de baignade de mauvaise qualité recensées en France métropolitaine étaient situées dans le Nord-Pas-de-Calais. Des efforts importants ont permis d’arriver en 10 ans à 100 % de conformité en 1998, avec encore quelques points noirs après les pluies (débordement de stations d’épuration) qui expliquent que la plage proche du port de Boulogne-sur-Mer soit interdite à la baignade.
Le port est équipé d'éoliennes et Nausicaa contribue à sensibiliser de nombreux visiteurs à l'environnement marin.

## Tourisme

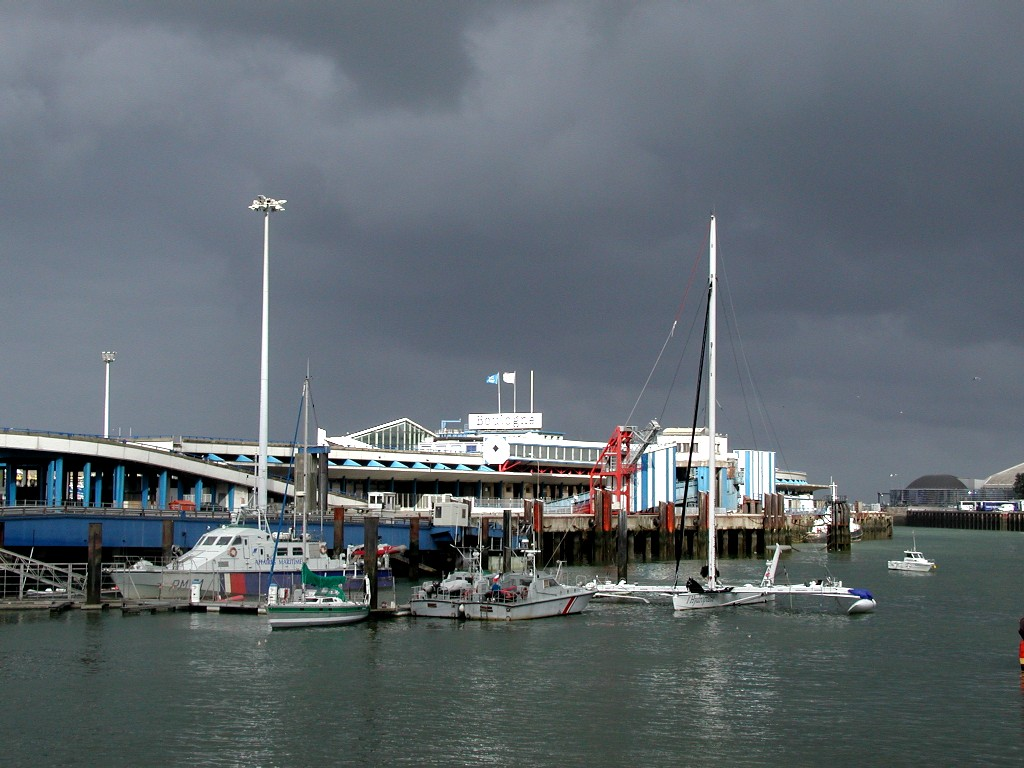
L'hydroptère de Tabarly, dans le port de Boulogne-sur-Mer.

Après avoir été dépendant notamment du transport passager (actuellement à l'arrêt depuis septembre 2010), le tourisme du port de Boulogne reste lié au succès de Nausicaá, premier site touristique de la région, et à l'attractivité touristique de la ville et de sa périphérie (les plages de la Côte d'Opale, la Haute ville, le château-musée, la Colonne napoléonienne de la Grande Armée, le parc naturel régional...) et à la Fête de la mer de Boulogne-sur-Mer.

## Industrie
Elle est essentiellement liée à la valorisation des produits de la pêche.
Les 4 principales espèces pêchées en 2006 étaient (selon la CCI Boulogne et le CCIBCO) :
- Merlan	; 5 476 tonnes, +9,4 % par rapport à 2005
- Maquereau	; 4 117 tonnes, -5 % par rapport à 2005
- Hareng	; 5 100 tonnes, +29 % par rapport à 2005
- Lieu noir	; 6 423 tonnes, +107,8 % par rapport à 2005

La DRIRE signale une seule usine Société Maritime de Combustible Liquides de Boulogne-sur-Mer (SMCL) classée Sévéso - seuil bas (pour les risques en cas d’incendie).

## Prospectives
En 2007, la CCI voudrait créer :
- un terminal Fret Hub port ;
- une plateforme logistique ;
- un terminal de ferroutage pour compléter la plate-forme rail existante.

Dans un contexte global de réchauffement climatique, les gestionnaires devront composer avec une probable montée des océans, et un risque accru de fortes marées et tempêtes. 
Un marégraphe mesure à Boulogne depuis longtemps le niveau des marées 
La « Station Marel Carno » (automatique) ; surveille quelques paramètres de l'environnement marin, dont ;
- (3 fois/heure) : température de l'eau et de l'air, conductivité (salinité), oxygène dissous, pH, fluorescence (chlorophylle), turbidité, humidité relative et radiation disponible pour la photosynthèse (P.A.R.).
- toutes les 12 h (depuis peu) : mesure des taux de nitrates, silicates et phosphates

Elle devrait s’intégrer dans le projet Mersea (Marine Environment and Security for the European Area), qui est un système d'observation, de modélisation et de prévision de l'océan mondial mis en place pour 4 ans (2004-2008) en fédérant les efforts de 40 instituts et agences européennes.
Dans un contexte d'augmentation inévitable des prix du pétrole, l'industrie de la pêche et portuaire auront à trouver des alternatives à cette source d'énergie. Certains évoquent un retour de la voile, mais en version modernisée ou de nouveaux moteurs (utilisant l'hydrogène, l'énergie solaire), voire diverses adaptations de la pêche à développer autour d'une gestion plus durable de la ressource halieutique qu'on cherche pour cela à mieux connaître avec des organismes tels qu'Ifremer, les universités...).